# Michail Komkov
Michail Aleksandrovič Komkov (in russo Михаил Александрович Комков?; Krasnojarsk, 1º ottobre 1984) è un ex calciatore russo, di ruolo centrocampista.

## Carriera
Ha giocato nella massima serie russa.